# Immundefekt
Immundefekt (ID; auch Immuninkompetenz, Immuninsuffizienz, Immunschwäche oder Immundefizienz) ist ein Sammelbegriff für unterschiedliche Erkrankungen des Immunsystems, die sich durch eine vorübergehende oder irreversible Schwächung der Abwehrfunktion kennzeichnen. In der Folge der erhöhten Infektanfälligkeit (englisch low-resistance syndrome) treten gehäuft Infektionskrankheiten auf, die zudem schwerer verlaufen können. Neben der ursächlichen und symptomatischen Behandlung nimmt der Schutz vor opportunistischen Infektionen, insbesondere auch durch Impfungen, bei Menschen mit Immunschwäche daher eine wichtige Rolle ein.

## Einteilung
Die Einteilung von Immundefekten kann nach verschiedenen Kriterien erfolgen. Sind mehrheitlich Abwehrzellen betroffen (d. h. die zelluläre Immunantwort), spricht man von einem zellulären Immundefekt, sind es eher Antikörper und andere abwehraktive Proteine (d. h. die humorale Immunantwort), spricht man von einem humoralen Immundefekt. Häufig sind beide Systeme betroffen. Man spricht dann von einem kombinierten Immundefekt.
Andererseits kann die Einteilung nach dem Zeitpunkt der Erkrankung erfolgen. Besteht die Immunschwäche aufgrund eines Gendefektes oder einer Fehlbildung schon seit der Geburt, nennt man dies einen angeborenen Immundefekt (primären Immundefekt, PID), tritt die Störung erst später auf, einen erworbenen Immundefekt (sekundären Immundefekt, SID).

## Ursachen
Angeborene Immundefekte sind relativ seltene Erkrankungen. Für die meisten von ihnen wurde mittlerweile zumindest der Genort identifiziert, auf dem die gestörte Erbinformation liegt. Für viele dieser Erkrankungen kennt man sogar das Genprodukt, dessen Funktion gestört ist. So zum Beispiel beim Immundefekt durch Interleukin-1-Rezeptor-assoziierten Kinase-4-Mangel.
Der weltweit häufigste erworbene Immundefekt ist AIDS, hervorgerufen durch das HI-Virus. Ein Immundefekt entsteht auch durch eine Erkrankung des Knochenmarks, die mit einer gestörten Blutbildung einhergeht – z. B. Leukämie oder Neutropenie (mit einem Mangel an funktionstüchtigen Granulozyten wie bei Leukozytopenie, Agranulozytose und unreifzelligen Leukämien). Auch eine Mangelernährung, verbunden z. B. mit einem Vitaminmangel, kann zu einer erworbenen Minderfunktion des Immunsystems führen. Eine unzureichende Funktion des RHS-Systems kann durch Vitamin-C-Mangel, Zuckerkrankheit, Leukämien und Retikulosen die Infektanfälligkeit erhöhen.
Ursache eines iatrogenen (= durch einen Arzt herbeigeführten) Immundefektes ist eine medizinische Behandlung, die das Immunsystem
- absichtlich unterdrückt – d. h. Immunsuppression bei einer Autoimmunerkrankung, z. B. Psoriasis oder Rheumatoide Arthritis, bzw. zur Verhinderung der Abstoßung nach einer Organtransplantation –

oder
- als Nebenwirkung schädigt, z. B. im Rahmen einer Krebstherapie durch bestimmte Medikamente (Zytostatika) oder Bestrahlung.

## Diagnostik
Ein Immundefekt wird diagnostiziert, indem zunächst eine Reihe von Suchtests im Blut vorgenommen werden. Je nach Ergebnis werden dann aufwändigere Funktionsuntersuchungen der einzelnen Zellreihen des Abwehrsystems durchgeführt. Ist in einer Familie schon ein Immundefekt aufgetreten, ist auch eine pränatale Diagnose mit einer Untersuchung des Fruchtwassers, der Chorionzotten oder eine Blutentnahme beim Fetus möglich.

## Therapie
Bei einigen angeborenen Immundefekten ist die Stammzelltransplantation eine Möglichkeit zur ursächlichen Behandlung, da damit ein neues, gesundes Abwehrsystem übertragen wird. Als symptomatische Therapie steht vor allem für die humoralen und kombinierten Immundefekte die regelmäßige Verabreichung von Antikörperzubereitungen, gewonnen aus Fremdblut, zur Verfügung. So kann ein Antikörpermangel kompensiert werden. Außerdem sollte durch eine konsequente antibakterielle (gegen Bakterien gerichtete) und antimykotische (gegen Pilze gerichtete) medikamentöse Therapie die Entstehung von opportunistischen Infektionen verhindert werden. Unter opportunistischen Infektionen versteht man Infektionen mit Erregern, die eigentlich überall vorkommen und beim gesunden (immunkompetenten) Menschen keine Erkrankung hervorrufen, weil das Immunsystem in der Lage ist, sich vor diesen Mikroorganismen zu schützen.

## Impfungen
Die Ständige Impfkommission (STIKO) am Robert Koch-Institut (RKI) empfiehlt Menschen mit Immunschwäche aufgrund des erhöhten Infektionsrisikos einen möglichst weitreichenden Schutz durch Impfungen. Tatsächlich ist die Impfquote jedoch verhältnismäßig gering. Die Gründe hierfür sind vielfältig und reichen von mangelnder Aufklärung der Patienten bis zu Unsicherheiten und fehlender Erfahrung auf Seiten der Ärzte oder mangelnder Einbindung von Spezialisten.
Zur Unterstützung der impfenden Ärzteschaft hat die STIKO daher gemeinsam mit Vertretern verschiedener medizinischer Fachgesellschaften Anwendungshinweise für Impfungen bei Personen mit Immundefizienz bzw. Immunsuppression formuliert. Zu den Indikationsimpfungen, welche für diese Risikogruppe empfohlen werden, gehören insbesondere Totimpfstoffe, z. B. gegen Influenza, Herpes Zoster, Pneumokokken und Meningokokken der Serogruppen A, C, W, Y und B. Prinzipiell gelten Totimpfstoffe als gut verträglich für Patienten mit Immundefekt – die Verwendung von Lebendimpfstoffen wie etwa gegen Rota- oder Gelbfieberviren ist dagegen häufig kontraindiziert bzw. bedarf immer einer genauen individuellen Entscheidung.